# Sheikh-ul-Islam dell'Impero ottomano
Il gran mufti di Costantinopoli , con il titolo di Sheikh ul-Islam, è stata la suprema autorità giuridica islamica sunnita dell'impero ottomano, dal XVI secolo fino alla nascita della Turchia moderna ad opera di Ataturk.

## Funzione
La sua figura rappresentava il corpo dei giurisperiti islamici nei rapporti con il Sultano ottomano.
Il gran mufti dava pareri legali ed emana editti, fatwā, ovvero interpretazioni della legge islamica per i privati o per aiutare i giudici a decidere. Le opinioni raccolte dal gran mufti servivano come fonte di preziose informazioni sull'applicazione pratica della legge islamica in opposizione alla sua formulazione astratta.
Con la nascita della Turchia moderna, la carica sussiste, profondamente modificata, come quella di Presidente della Presidenza degli affari religiosi ad Ankara.

## Storia
L'impero ottomano iniziò la pratica di dare riconoscimento ufficiale ad un singolo muftī, cioè giurisperito islamico, quale rappresentativo di tutti gli altri, con l'appellativo di gran mufti.
In tal modo, all'interno dell'impero ottomano, il gran mufti di Istanbul a partire dalla fine del XVI secolo cominciò ad essere considerato come il capo della gerarchia religiosa islamica in tutto il territorio dell'impero. Il gran mufti di Istanbul non aveva soltanto un primato di onore sugli altri mufti dell'impero, ma era il responsabile ufficiale di fronte al governo dell'intero corpo dei giurisperiti islamici, inoltre egli emetteva pareri legali su importanti questioni di Stato come la destituzione dei governanti.
Solo successivamente, dalla metà del XIX secolo, questa pratica fu presa in prestito ed adattata dall'Egitto, dopo che Mehmet Ali lo rese di fatto indipendente dal sultano ottomano, e da lì si diffuse in altri Stati musulmani, al punto che attualmente vi sono circa 16 Paesi di popolazione musulmana che conservano l'istituto del gran mufti, anche se la relazione tra il gran mufti di ciascuno Stato e il governo dello stesso varia da Paese a Paese e da epoca a epoca.

## Lista
Durante l'esistenza dell'ufficio (dal 1424 al 1922), ci sono stati in totale 131 Sheikh-ul-Islam. 
Essi venivano citati col titolo onorifico di efendi, posposto al nome, col significato di "signore".
Ebussuud efendi è quello che è rimasto in carica più a lungo, per 29 anni, Memikzade Mustafa efendi ha invece il primato della durata più breve, per sole 13 ore.
- 1. Molla Şemseddin Fenari (1424–1430)
- 2. Molla Fahrettin Acemi (1430–1460)
- 3. Molla Hüsrev (1460–1480)
- 4. Molla Gürâni (1480–1488)
- 5. Molla Abdülkerim (1488–1495)
- 6. Alaettin Çelebi (1495–1496)
- 7. Efdalzade Hamidettin (1496–1503)
- 8. Zenbilli Ali (1503–1526)
- 9. Kemalpaşazade Ahmet Şemsettin (İbn-i Kemal) (1526–1534)
- 10. Sadullah Sadi (1534–1539)
- 11. Çivizade Muhittin Mehmet (1539–1542)
- 12. Hamidi Abdülkadir (1542–1543)
- 13. Fenerizade Muhittin (1543–1545)
- 14. Ebussuud Efendi (1545–1574)
- 15. Hamit Mahmut (1574–1577)
- 16. Kadızade Ahmet Şemsettin (1577–1580)
- 17. Malulzade Mehmet (1580–1582)
- 18. Çivizade Hacı Mehmet (1582–1587)
- 19. Müeyyetzade Abdülkadir (1587–1589)
- 20. Bostanzade Mehmet (1589–1592)
- 21. Bayramzade Hacı Zekeriya (1592–1593)
  - Bostanzade Mehmet (1593–1598), 2º mandato
- 22. Hoca Sadeddin Efendi (1598–1599)
- 23. Hacı Mustafa Sunullah (1599–1601)
- 24. Hocasadettinzade Mehmet Çelebi (1601–1603)
  - Hacı Mustafa Sunullah (1603), 2º mandato
- 25. Ebülmeyamin Mustafa (1603–1604)
  - Hacı Mustafa Sunullah (1604–1606), 3º mandato
  - Ebülmeyamin Mustafa (1606), 2º mandato
  - Hacı Mustafa Sunullah (1606–1608), 4º mandato
  - Hocasadettinzade Mehmet Çelebi (1608–1615), 2º mandato
- 26. Hocazade Esad Efendi (1615–1622)
- 27. Zekeriyazade Yahya (1622–1623)
  - Hocazade Esad Efendi (1623–1625), 2º mandato
  - Zekeriyazade Yahya (1625–1632), 2º mandato
- 28. Ahizade Hüseyin (1632–1634)
  - Zekeriyazade Yahya (1634–1644), 3º mandato
- 29. Esatpaşazade Ebu Sait Mehmet (1644–1646)
- 30. Muid Ahmet (1646–1647)
- 31. Hacı Abdürrahim (1647–1649)
- 32. Bahai Mehmet (1649–1651)
- 33. Karaçelebizade Abdülaziz (1651)
- 34. Esatefendizade Ebu Sait Mehmet (1651–1652)
  - Bahai Mehmet (1652–1654), 2º mandato
  - Esatefendizade Ebu Sait Mehmet (1654–1655), 2º mandato
- 35. Hüsamzade Abdurrahman (1655–1656)
- 36. Memikzade Mustafa (1656)
- 37. Hocazade Mesut (1656)
- 38. Hanefi Mehmet (1656)
- 39. Balizade Mustafa (1656–1657)
- 40. Bolevi Mustafa (1657–1659)
- 41. Esiri Mehmet (1659–1662)
- 42. Sunizade Seyit Mehmet Emin (1662)
- 43. Minkarizade Yahya (1662–1674)
- 44. Çatalcalı Ali (1674–1686)
- 45. Ankaravi Mehmet Emin (1686–1687)
- 46. Debbağzade Mehmet (1687–1688)
- 47. Hacı Feyzullah (1688)
  - Debbağzade Mehmet (1688–1690), 2º mandato
- 48. Ebusaitzade Feyzullah Feyzi (1690–1692)
  - Çatalcalı Ali (1692), 2º mandato
  - Ebusaitzade Feyzullah Feyzi (1692–1694), 2º mandato
- 49. Sadık Mehmet (1694–1695)
- 50. İmam Mehmet (1695)
  - Hacı Feyzullah (1695–1703), 2º mandato
- 51. Paşmakçızade Seyit Ali (1703)
- 52. Yekçeşm Hüseyin (1703)
  - İmam Mehmet (1703–1704), 2º mandato
  - Paşmakçızade Seyit Ali (1704–1707), 2º mandato
  - Sadık Mehmet (1707–1708), 2º mandato
- 53. Ebezade Abdullah (1708–1710)
  - Paşmakçızade Seyit Ali (1710–1712), 3º mandato
  - Ebezade Abdullah (1712–1713), 2º mandato
- 54. Mehmet Ataullah (1713)
- 55. İmam Mahmut (1713–1714)
- 56. Mirza Mustafa (1714–1715)
- 57. Menteşzade Abdürrahman (1715–1716)
- 58. Ebu İshak İsmail Naim (1716–1718)
- 59. Yenişehirli Abdullah (1718–1730)
- 60. Mirzazade Şeyh Mehmet (1730–1731)
- 61. Paşmakçızade Abdullah (1731–1732)
- 62. Damatzade Ebulhayr Ahmet (1732–1733)
- 63. Ebuishakzade İshak (1733–1734)
- 64. Dürri Mehmet (1734–1736)
- 65. Seyit Mustafa (1736–1745)
- 66. Pirizade Mehmet Sahip (1745–1746)
- 67. Hayatizade Mehmet Emin (1746)
- 68. Seyit Mehmet Zeynelabidin (1746–1748)
- 69. Ebuishakzade Mehmet Esat (1748–1749)
- 70. Mehmet Sait (1749–1750)
- 71. Seyit Murtaza (1750–1755)
- 72. Abdullah Vassaf (1755)
- 73. Damatzade Feyzullah (1755–1756)
- 74. Dürrizade Mustafa (1756–1757)
  - Damatzade Feyzullah (1757–1758), 2º mandato
- 75. Mehmet Salih (1758–1759)
- 76. Çelebizade İsmail Asım (1759–1760)
- 77. Hacı Veliyettin (1760–1761)
- 78. Tirevi Ahmet (1761–1762)
  - Dürrizade Mustafa (1762–1767), 2º mandato
  - Hacı Veliyettin (1767–1768), 2º mandato
- 79. Pirizade Osman Sahip (1768–1770)
- 80. Mirzazade Seyit Mehmet Sait (1770–1773)
- 81. Şerifzade Seyit Mehmet Şerif (1773–1774)
  - Dürrizade Mustafa (1774), 3º mandato
- 82. İvazpaşazade İbrahim Bey (1774–1775)
- 83. Salihzade Mehmet Emin (1775–1776)
- 84. Vassafzade Mehmet Esat (1776–1778)
- 85. Mehmet Şerif (1778–1782)
- 86. Seyit İbrahim (1782–1783)
- 87. Dürrizade Seyit Mehmet Ataullah (1783–1785)
  - İvazpaşazade İbrahim Bey (1785), 2º mandato
- 88. Arapzade Ahmet Ataullah (1785)
- 89. Dürrizade Seyit Mehmet Arif (1785–1786)
- 90. Müftizade Ahmet (1786–1787)
- 91. Mekki Mehmet (1787–1788)
- 92. Seyit Mehmet Kamil (1788–1789)
  - Mehmet Şerif (1789), 2º mandato
- 93. Hamitzade Mustafa (1789–1791)
- 94. Seyit Yahya Tevfik (1791)
  - Mekki Mehmet (1791–1792), 2º mandato
  - Dürrizade Seyit Mehmet Arif (1792–1798), 2º mandato
- 95. Mustafa Aşir (1798–1800)
- 96. Sâmânizade Ömer Hulusi (1800–1803)
- 97. Salihzade Ahmet Esat (1803–1806)
- 98. Şerifzade Mehmet Ataullah (1806–1807)
  - Sâmânizade Ömer Hulusi (1807), 2º mandato
  - Şerifzade Mehmet Ataullah (1807–1808), 2º mandato
- 99. Arapzade Mehmet Arif (1808)
  - Salihzade Ahmet Esat (1808), 2º mandato
- 100. Dürrizade Seyit Abdullah (1808–1810)
  - Sâmânizade Ömer Hulusi (1810–1812), 3º mandato
  - Dürrizade Seyit Abdullah (1812–1815), 2º mandato
- 101. Mehmet Zeynelabidin (1815–1818)
- 102. Mekkizade Mustafa Asım (1818–1819)
- 103. Hacı Halil (1819–1821)
- 104. Yasincizade Abdülvehhap (1821–1822)
- 105. Sıtkızade Ahmet Reşit (1822–1823)
  - Mekkizade Mustafa Asım (1823–1825), 2º mandato
- 106. Kadızade Mehmet Tahir (1825–1828)
  - Yasincizade Abdülvehhap (1828–1833), 2º mandato
  - Mekkizade Mustafa Asım (1833–1846), 3º mandato
- 107. Ahmet Arif Hikmet Bey (1846–1854)
- 108. Meşrepzade Mehmet Arif (1854–1858)
- 109. Seyit Mehmet Sadettin (1858–1863)
- 110. Atıfzade Ömer Hüsamettin (1863–1866)
- 111. Hacı Mehmet Refik (1866–1868)
- 112. Hasan Fehmi (1868–1871)
- 113. Ahmed Muhtar Molla Bey (1871–1872)
- 114. Turşucuzade Ahmet Muhtar (1872–1874)
- 115. Hasan Hayrullah (1874)
  - Hasan Fehmi (1874–1876), 2º mandato
  - Hasan Hayrullah (1876–1877), 2º mandato
- 116. Kara Halil (1877–1878)
  - Ahmed Muhtar Molla Bey (1878), 2º mandato
- 117. Uryanizade Ahmed Esad (1878–1889)
- 118. Bodrumlu Ömer Lütfi (1889–1891)
- 119. Mehmet Cemaleddin (1891–1909)
- 120. Mehmet Ziyaettin (1909)
- 121. Mehmet Sahip Molla Bey (1909)
- 122. Çelebizade Hüseyin Hüsnü (1910)
- 123. Musa Kazım (1910–1911)
- 124. Abdurrahman Nesip (1911–1912)
  - Mehmet Cemaleddin (1912–1913), 2º mandato
- 125. Mehmet Esat (1913–1914)
- 126. Ürgüplü Mustafa Hayri (1914–1916)
  - Musa Kazım (1916–1918), 2º mandato
- 127. Ömer Hulusi (1918)
- 128. Haydarizade İbrahim (1918–1919)
- 129. Mustafa Sabri (1919)
  - Haydarizade İbrahim (1919–1920), 2º mandato
- 130. Dürrizade Abdullah (1920)
  - Mustafa Sabri (1920), 2º mandato
- 131. Medeni Mehmet Nuri (1920–1922)

## Nella Turchia moderna
A seguito della dissoluzione dell'impero ottomano al termine della Prima Guerra Mondiale e della nascita della Turchia moderna, il ruolo di rappresentante dei giurisperiti musulmani sunniti della Turchia spetta al Presidente della Presidenza degli affari religiosi, situato ad Ankara.
Va osservato che tale figura è diversa da quella di un'autorità religiosa indipendente, bensì è un alto funzionario statale, nominato e deposto dal Governo, ed è un pubblico dipendente che riceve uno stipendio statale, conformemente a quanto accade per ogni predicatore religioso musulmano a partire dalle riforme di Ataturk.
Il Presidente viene ancora chiamato con l'appellativo tradizionale di Gran Mufti. Fino al 2010, la carica è stata ricoperta da Ali Bardokoglu, successivamente sostituito da Mehmet Gormez. Il mufti di Istanbul, attualmente Rahmi Yaran, ha invece giurisdizione soltanto sulla città.